# Izvoarele (Prahova)
Izvoarele è un comune della Romania di 6 866 abitanti, ubicato nel distretto di Prahova, nella regione storica della Muntenia. 
Il comune è formato dall'unione di 6 villaggi: Cernești, Chirițești, Homorâciu, Izvoarele, Malu Vânăt, Schiulești.